# Bruno Gorgone
Bruno Gorgone (Cuneo, 1958) è un artista italiano, esponente dell'astrattismo.
Vive e opera tra Venezia e Spotorno.

## Biografia

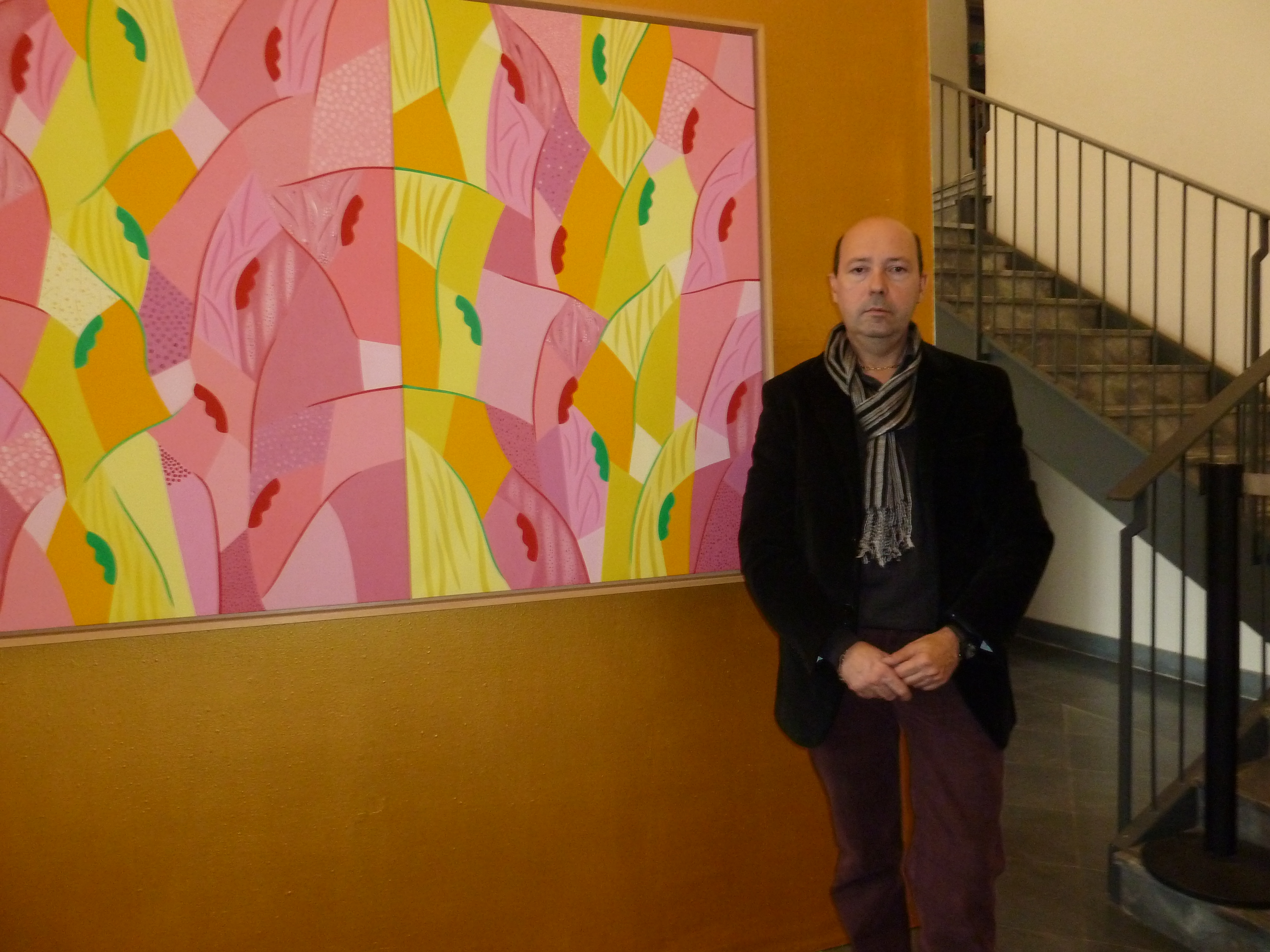
L'artista Bruno Gorgone con la sua opera Enigmatico Rosa

Bruno Gorgone svolge la sua attività artistica soprattutto nell'ambito della pittura, pur realizzando interventi effimeri legati al tema del "Mito - Giardino" e installazioni nell'ambito dello studio della relazione opera - ambiente. Ha conseguito la maturità artistica al Liceo Arturo Martini di Savona e successivamente si è laureato in Architettura all'Università degli Studi di Genova. Ha quindi approfondito la sua formazione a Venezia interessandosi di grafica e soprattutto delle applicazioni artistiche del vetro di Murano, iniziando a realizzare opere con la tecnica dell'incisione su lamina d'oro a caldo su vetro sommerso, nelle quali imprime i segni e le simbologie della sua pittura.
Dal 1981 espone in mostre personali e collettive in Italia, Francia, Germania, Lussemburgo, Spagna, Austria, Svizzera, Polonia, Scozia, Giappone e Stati Uniti. Negli anni Novanta il suo lavoro si contraddistingue per una progressiva sintesi fra segno, forma e colore, sino ad evolvere verso una pittura di pattern quale "linguaggio concettualmente avanzato dei reciproci scambi tra figurazione e astrazione" come ha rilevato il critico Tommaso Trini e come ha evidenziato il critico Vittorio Sgarbi che ne ha inquadrato l'opera nel percorso storico che ha origine dal Cézanne delle "estreme varianti della Sainte - Victoire" fino ai movimenti di Gruppo Forma 1 e MAC (Movimento Arte Concreta). Il critico francese Pierre Restany, teorico del Nouveau Réalisme, ha seguito il lavoro dell'artista in particolare nella fase più sperimentale, caratterizzata dall'uso dell'elaborazione grafica computerizzata e della video art, scrivendo il testo Gorgone. Il colore nel nuovo destino dell'immagine. La sua opera è documentata all'Accademia Nazionale dei Lincei di Roma e all'Archivio Storico delle Arti Contemporanee della Biennale di Venezia.

## Partecipazioni
Tra le partecipazioni a esposizioni nazionali e internazionali si ricordano il Salone Europeo d'Autunno di Parigi, 1981; la Biennale della Comunità Europea, Lussemburgo, 1982;  Salon de Ligne et Couleur di Parigi, edizioni 1992, Orangerie des Jardins du Luxembourg, e 1996, École Nationale Supérieure des Beaux - Arts;  Alive, White Box Gallery - The Annex, New York, 2001; il LV Premio Michetti - Francavilla al Mare; Superfici in equilibrio - Le tradizioni, i classici, le avanguardie. Arte nei palazzi storici e nelle chiese di Teglio, 2006; Savona '900 - Un secolo di pittura scultura e ceramica, Fortezza del Priamar, Savona, 2008; Artisti Italiani a Parigi - Commissione Nazionale Francese dell'UNESCO, 2009; il Festival dei Due Mondi di Spoleto 2010; il XXXVII Premio Internazionale Sulmona e la 54. Esposizione Internazionale d'Arte della Biennale di Venezia - Padiglione Italia.

## Opere grafiche
- Vittorio Sgarbi - Mario Stefani, Giardini, serigrafie di Bruno Gorgone. Graziussi Edizioni, Venezia, 1983.
- Gian Antonio Cibotto - Italo Gomez, Bruno Gorgone. Ipotesi per una scenografia, multiplo, in collaborazione con il Teatro Goldoni e il Gran Teatro La Fenice di Venezia, 1984.
- Albero, una incisione di Bruno Gorgone. Con una poesia di Milena Milani, Centro Internazionale della Grafica, Venezia, 1992.
- Carte, opere grafiche di Bruno Gorgone. Con poesie inedite di Andrea Zanzotto e testo di Giorgio Seveso, Edizioni Libreria Al Castello, Milano, 1996.